# Craig Davies
Craig Martin Davies (Burton upon Trent, 9 gennaio 1986) è un ex calciatore gallese, nato in Inghilterra, di ruolo attaccante.

## Carriera

### Club
Cresciuto nelle giovanili del Shrewsbury Town e in seguito del Manchester City, nell'agosto 2004 si è trasferito all'Oxford United, dove ha fatto il suo esordio il 30 agosto 2004 nella partita vinta 1-0 contro Notts County. Ha segnato 8 volte in 29 presenze durante il primo anno tra i professionisti.
Si è trasferito al Verona, nella Serie B italiana, nel gennaio 2006, ma, anche per problemi di ambientamento., è sceso in campo per uno spezzone di partita con la squadra gialloblù, prima di tornare in Inghilterra nel febbraio 2006 senza fare più ritorno a Verona. Nell'agosto 2006 il Verona gli ha rinnovato il contratto fino al 2011 e ceduto in prestito al Wolverhampton, militante in Championship.
Il giocatore sembrava la scelta giusta per la società fino al mercato riparatore di gennaio 2007, quando l'arrivo di Andy Keogh ha privato Davies del ruolo di titolare. Durante l'esperienza nel Wolverhampton Davies non ha segnato nemmeno un gol nelle 23 partite di campionato giocate, andando in rete solo in FA Cup contro l'Oldham Athletic. In seguito Davies si è svincolato dalla squadra italiana proprietaria del suo cartellino e ha firmato proprio per l'Oldham Athletic, militante in League One, nel giugno 2007. Ha segnato subito all'esordio con la nuova maglia contro il Swansea City, con il gol-vittoria realizzato al 90º minuto. Con questo gol è diventato subito titolare inamovibile.
Nel 2008 è passato in prestito allo Stockport County. La stagione successiva ha firmato un contratto con il Brighton & Hove Albion, venendo trasferito in due stagioni in prestito allo Yeovil Town Football Club e al Port Vale. Nel 2010 si è trasferito definitivamente a Chesterfield Football Club, contribuendo a vincere la League Two nella sua prima stagione. Nel luglio 2011 è passato al Barnsley.
Il 22 settembre 2012 in Birmingham City-Barnsley realizza quattro reti nello 0-5 finale. Viene poi venduto al Bolton Wanderers nel gennaio 2013. Il gennaio successivo è passato in prestito Preston North End fino al termine della stagione.
La stagione successiva ha giocato nuovamente con il Bolton.

### Nazionale
Davies è stato convocato più volte dal Galles avendo nonni di origine gallese. Ha fatto il suo debutto con la maglia della nazionale nel pareggio 0-0 contro la Slovenia il 17 agosto 2005 e ha giocato in diverse nazionali giovanili del Galles. Nella nazionale Under-21 ha inoltre il record di essere nel gruppo dei quattro che hanno siglato una tripletta, dopo John Hartson, Lee Jones e Ched Evans.

## Statistiche

### Cronologia presenze e reti in nazionale
| Cronologia completa delle presenze e delle reti in nazionale ― Slovenia | Cronologia completa delle presenze e delle reti in nazionale ― Slovenia | Cronologia completa delle presenze e delle reti in nazionale ― Slovenia | Cronologia completa delle presenze e delle reti in nazionale ― Slovenia | Cronologia completa delle presenze e delle reti in nazionale ― Slovenia | Cronologia completa delle presenze e delle reti in nazionale ― Slovenia | Cronologia completa delle presenze e delle reti in nazionale ― Slovenia | Cronologia completa delle presenze e delle reti in nazionale ― Slovenia |
| Data                                                                    | Città                                                                   | In casa                                                                 | Risultato                                                               | Ospiti                                                                  | Competizione                                                            | Reti                                                                    | Note                                                                    |
| ----------------------------------------------------------------------- | ----------------------------------------------------------------------- | ----------------------------------------------------------------------- | ----------------------------------------------------------------------- | ----------------------------------------------------------------------- | ----------------------------------------------------------------------- | ----------------------------------------------------------------------- | ----------------------------------------------------------------------- |
| 17-8-2005                                                               | Swansea                                                                 | Galles                                                                  | 0 – 0                                                                   | Slovenia                                                                | Amichevole                                                              | -                                                                       | 85’                                                                     |
| 7-9-2005                                                                | Varsavia                                                                | Polonia                                                                 | 1 – 0                                                                   | Galles                                                                  | Qual. Mondiali 2006                                                     | -                                                                       | 69’                                                                     |
| 27-5-2006                                                               | Graz                                                                    | Trinidad e Tobago                                                       | 1 – 2                                                                   | Galles                                                                  | Amichevole                                                              | -                                                                       | 46’                                                                     |
| 14-11-2006                                                              | Wrexham                                                                 | Galles                                                                  | 4 – 0                                                                   | Liechtenstein                                                           | Amichevole                                                              | -                                                                       | 85’                                                                     |
| 6-2-2008                                                                | Wrexham                                                                 | Galles                                                                  | 3 – 0                                                                   | Norvegia                                                                | Amichevole                                                              | -                                                                       | 59’                                                                     |
| 12-10-2012                                                              | Cardiff                                                                 | Galles                                                                  | 2 – 1                                                                   | Scozia                                                                  | Qual. Mondiali 2014                                                     | -                                                                       | 66’                                                                     |
| 14-8-2013                                                               | Cardiff                                                                 | Galles                                                                  | 0 – 0                                                                   | Irlanda                                                                 | Amichevole                                                              | -                                                                       | 82’                                                                     |
| Totale                                                                  |                                                                         | Presenze                                                                | 7                                                                       |                                                                         | Reti                                                                    | 0                                                                       |                                                                         |

## Palmarès

### Club

#### Competizioni nazionali
- Football League One: 1

Wigan: 2015-2016
- Campionato inglese di quarta divisione: 1

Chesterfield: 2010-2011